# John Lindsay
John Vliet Lindsay (New York, 24 novembre 1921 – Hilton Head Island, 19 dicembre 2000) è stato un politico e avvocato statunitense. Fu membro della Camera dei Rappresentanti dal 1959 al 1965 e sindaco di New York dal 1966 al 1973. 

## Biografia
Durante la sua carriera politica, Lindsay fu membro del Congresso degli Stati Uniti, sindaco di New York City e nel 1972 fu candidato alle elezioni primarie per la presidenza degli Stati Uniti. Fu anche ospite fisso del programma televisivo Good Morning America e recitò nel film Operazione Rosebud (1975) di Otto Preminger. Lindsay fu membro della Camera dei rappresentanti degli Stati Uniti dal gennaio 1959 al dicembre 1965 e sindaco di New York dal gennaio 1966 al dicembre 1973.